# Broadway (Manhattan)
Der Broadway [ˈbɹɑːdweɪ] (dt. „Breiter Weg“) ist eine Haupt- und Geschäftsstraße in den New Yorker Stadtbezirken Manhattan und Bronx. Sie ist die älteste und mit mehr als 25 km die längste Nord-Süd-Durchquerung Manhattans. Der Broadway weicht mit seiner Wegführung stark vom später entworfenen gleichförmigen Straßenraster des Randel-Plans ab, der die Inselentwicklung, wie andere amerikanische Großstädte, als eine Planstadt fortführte. Als die ersten niederländischen Siedler sich auf der Insel ansiedelten und Neu Amsterdam gründeten, übernahmen sie – im Gegensatz zu den Engländern, die beim Bau ihrer Siedlungen eher auf ihr bisheriges Prinzip englischer Städtebauweise zurückgriffen – diesen bereits bestehenden Indianerpfad, um von Neu Amsterdam, im Süden der Insel, zu anderen Orten im Norden zu gelangen.
Das südliche Ende des Broadways liegt am Bowling Green nahe der Südspitze Manhattans. Er führt quer durch die Insel zur nördlichsten Spitze, wo er den Harlem River mittels der Broadway Bridge überquert, geht weiter durch die Bronx und ins Westchester County, entlang des Hudson River, bis er schließlich im Norden von Sleepy Hollow nach einer Gesamtlänge von etwa 50 km zur Albany Post Road wird und im Zuge des U.S. Highway 9 bis nach Albany, der Hauptstadt des Staates New York, führt.

## Geschichte

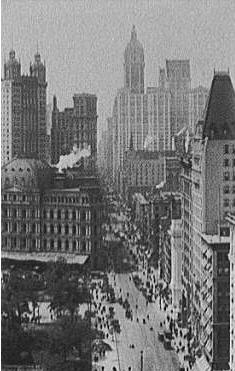
Der Broadway im Jahre 1909

Lange bevor die ersten Europäer die Insel Manhattan (Ursprung des Namens aus der Sprache der Delawaren) betraten, hatten dort lebende Indianer bereits Pfade in die waldreiche Wildnis geschlagen. Der wichtigste von ihnen wurde Wickquasgeck-Pfad genannt, nach einem der Teilstämme der Delawaren, die die südliche Hudsongegend bewohnten. Er durchquerte die Insel von Norden nach Süden um Sümpfe und felsige Erhebungen herum.
Der niederländische Entdecker David de Vries erwähnte diesen Pfad erstmals schriftlich, als er 1642 schrieb: „[…] der Wickquasgeck-Weg, den die Indianer täglich passieren“. Die Niederländer verbreiterten den südlichen Teil des Weges und bauten ihn zu einer befestigten Straße aus, die sie „Heere Straat“ (Herrenstraße) oder auch „Breede Weg“ (breiter Weg) nannten. Sie erhielt 1677 für einen Teilabschnitt die englische Übersetzung Broadway, der erst 1804 für den gesamten Straßenverlauf eingeführt wurde. Trotz seines Namens ist er mit einer Breite von 22 Metern nicht die breiteste Straße New Yorks.
Der heutige Broadway entspricht in seinem Verlauf allerdings nicht mehr genau dem ursprünglichen Pfad bzw. dem der niederländischen Straße. Bis zur 23rd Street hat der Broadway noch seinen ursprünglichen Verlauf. Aber wo heute der Broadway nordwärts, schräg durch das Rechteckgitter der restlichen Straßen und dann an der Westseite der Insel in nordöstliche Richtung führt, verlief der Pfad, dem die Indianer und später die Niederländer folgten, an der östlichen Seite der Insel hinauf, und erst etwa auf der Höhe der heutigen Nordostecke des Central Parks schlug er eine Nordrichtung ein und folgte der Linie, die heute der St. Nicholas Avenue entspricht. In der Gegend um Washington Heights treffen sich dann wieder Originalpfad und heutiger Broadway und führen auf das Festland, in die heutige Bronx.
International bekannt ist der Broadway auch für den inzwischen rund um den Times Square ansässigen Theater District.
Seit Mai 2009 wurden auf Initiative von Bürgermeister Michael Bloomberg Teile des Broadways zur Fußgängerzone, an der Planung und Umsetzung war der dänische Architekt Jan Gehl beteiligt. Sowohl in dem etwa 500 Meter langen Bereich zwischen 42nd und 47th Street, der auch den Times Square umfasst, als auch zwischen 33rd und 35th Street im Bereich des Herald Squares durften zunächst bis September 2009 befristet keine Autos fahren. Nachdem vor allem die Unfälle mit Fußgängern deutlich zurückgegangen waren, wurde diese Regelung dauerhaft gültig. Bei Taxifahrern und Zulieferern stieß der Plan zunächst auf Widerstand. Im September 2019 wurde die Fußgängerzone um einen Abschnitt zwischen 32nd und 33rd Street entlang des Greeley Square Parks erweitert.

## Heutiger Verlauf

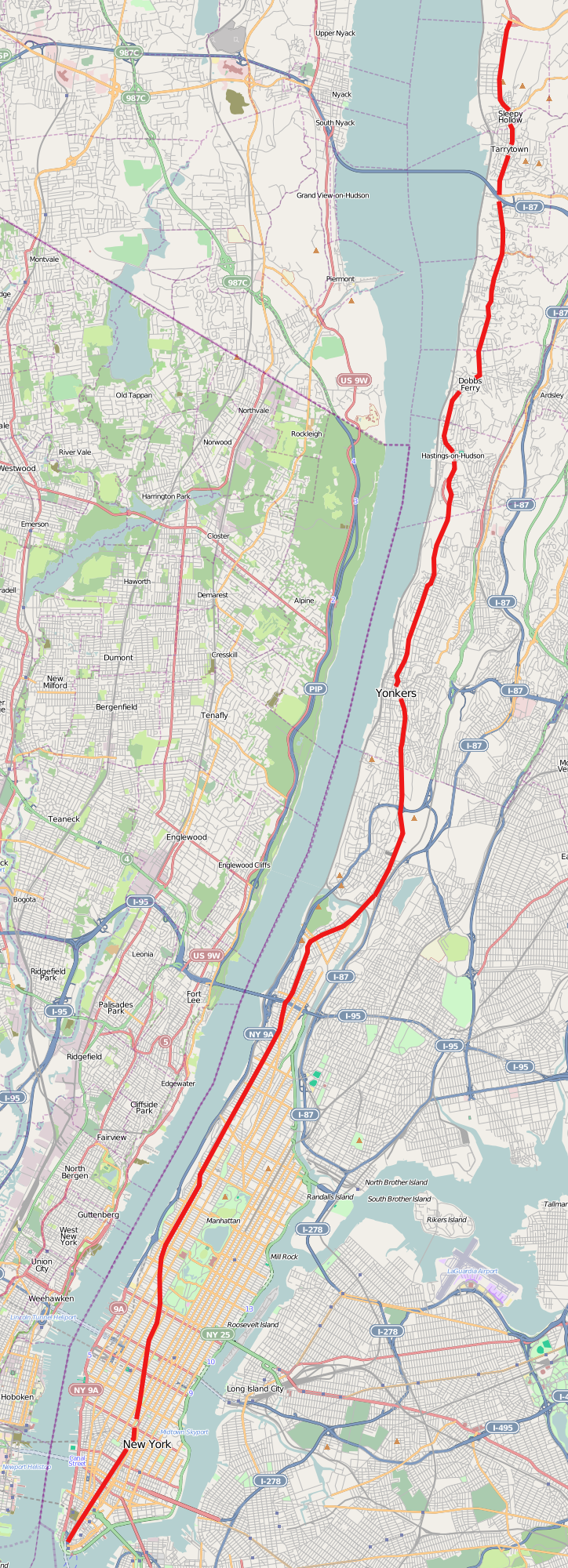
Verlauf des Broadways

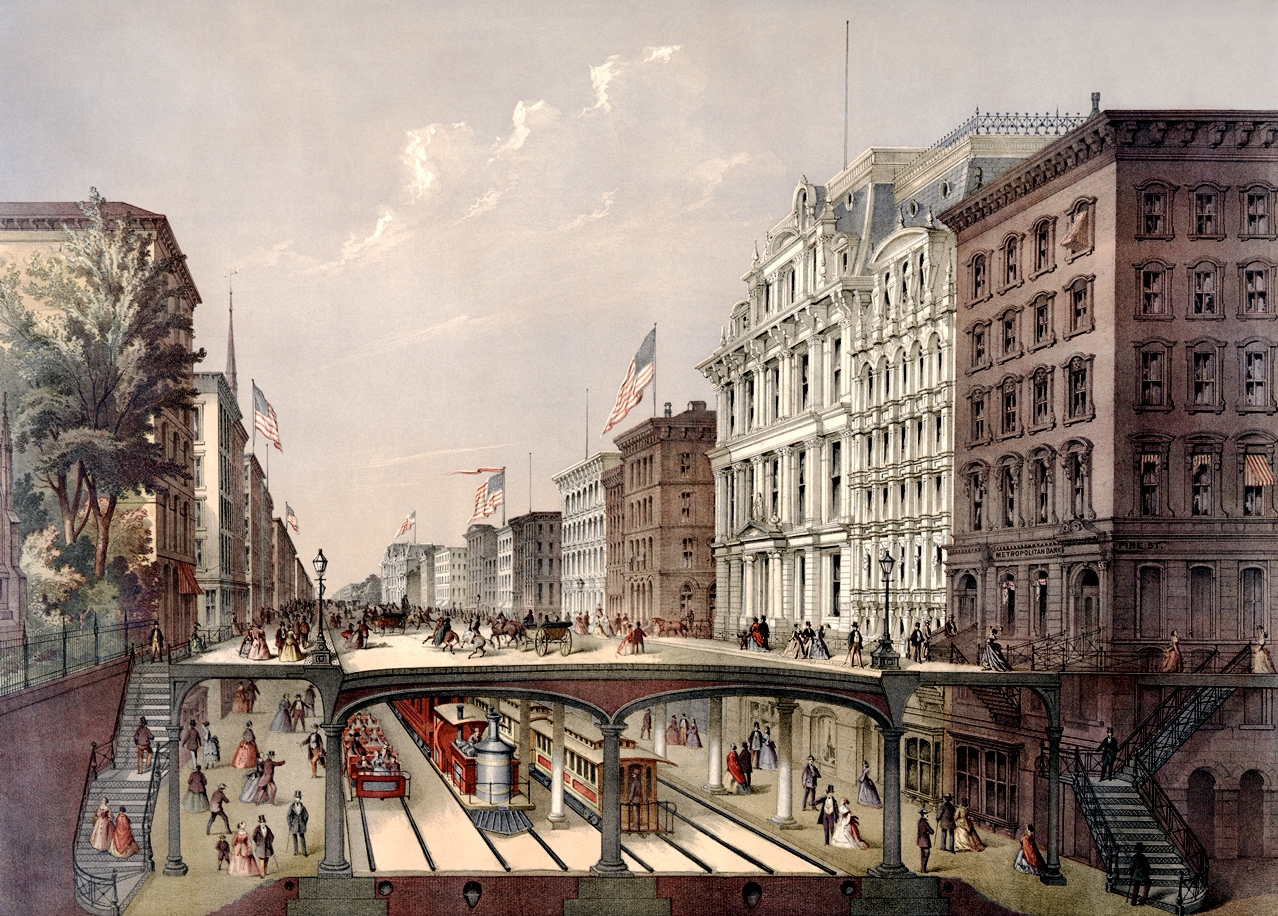
Pläne für die Anhebung des Straßenniveaus um eine Etage zur Bewältigung der Verkehrs- und Fußgängerbelastung, 1868.

Vorausgesetzt man betrachtet das Bowling Green als Anfangspunkt des Broadways, dann beginnt die heutige Straße am südlichen Ende der Insel Manhattan in der sogenannten Downtown, der „Altstadt“ von New York. Der heutige Startpunkt war ursprünglich viel näher an der Küste, durch mehrere Aktionen der Landgewinnung (indem z. B. übrig gebliebener Aushub vom Häuserbau ins Wasser geschüttet wurde) ist die Küstenlinie von Lower Manhattan allerdings stetig etwas weiter ins Meer gerückt, so dass der Broadway ein ganzes Stück vom Wasser entfernt beginnt.
Ein paar Blocks in Richtung Nordosten führt der Broadway an der Trinity Church und am City Hall Park vorbei. Dieser Abschnitt vom Südende bis zum Rathaus ist traditionell die Strecke der sog. „ticker-tape parades“, die früher viel öfter als heute für besondere Anlässe und Persönlichkeiten veranstaltet werden (z. B. nach dem Sieg der New York Yankees bei den World Series 2000). Zwischen den Bürogebäuden des Finanzviertels steht, in direkter Nachbarschaft zum neuen World Trade Center, die älteste noch in Gebrauch befindliche Kirche der USA, die St. Paul’s Kapelle, die mehrere Stadtbrände und 2001 den Einsturz der Zwillingstürme des alten World Trade Center überstanden hat.
Westlich des Broadways, bis zur Canal Street, befand sich bis ca. 1825 das vornehme Wohnviertel von New York. Landgewinnungsmaßnahmen haben auch hier das Gebiet wesentlich vergrößert und das Ufer des Hudson-Flusses liegt jetzt weit hinter Tribeca und Battery Park City. Zwischen Canal Street und Houston Street liegt das Viertel SoHo, was heute das Viertel der Designerboutiquen und Kunstgalerien ist und noch sehr an die früheren Textilfabriken, Waren- und Geschäftshäuser erinnert, die im späten 19. Jahrhundert mit Glas-Gusseisenfassaden (Italianate-Stil) erbaut wurden (Cast-Iron Historic District). Der Broadway ist hier auch von vielen Geschäften gesäumt, die speziell den Touristen als Einkaufsmöglichkeiten dienen, welche sich dort zahlreich aufhalten.
Der Broadway markiert die Ostgrenze von Greenwich Village (oder auch West Village genannt) und gleichzeitig die Westgrenze von East Village und verläuft unweit des Washington Square Parks zwischen der New York University im Westen und Astor Place und St. Mark’s Place (bzw. 8th Street) im Osten hindurch. Sechs Blöcke weiter nördlich, am Union Square, beginnt auch der Einschlag des Broadways nach Norden, wo er, entgegen dem Commissioners’ Plan von 1811, als einzige Straße schräg durch das ansonsten auf ganz Manhattan (nördlich der 14th Street) angewendete Rechteckgitter der Straßen und Avenues hindurch verläuft. Die 14th Street wird als „Grenze“ zwischen „Downtown“ und „Midtown Manhattan“ angesehen.

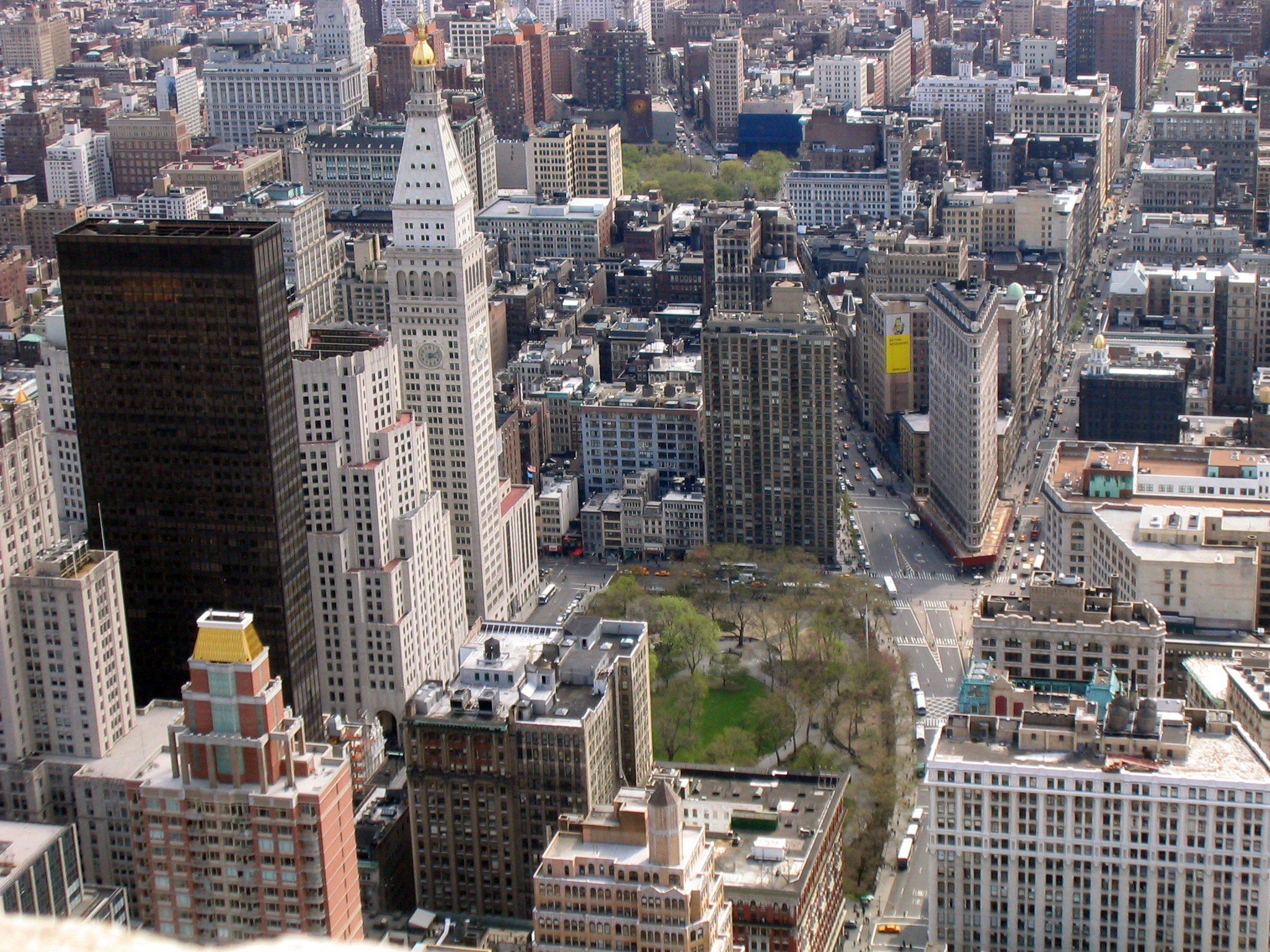
Madison Square mit Flatiron Building & Madison Square Park, Blick nach Süden

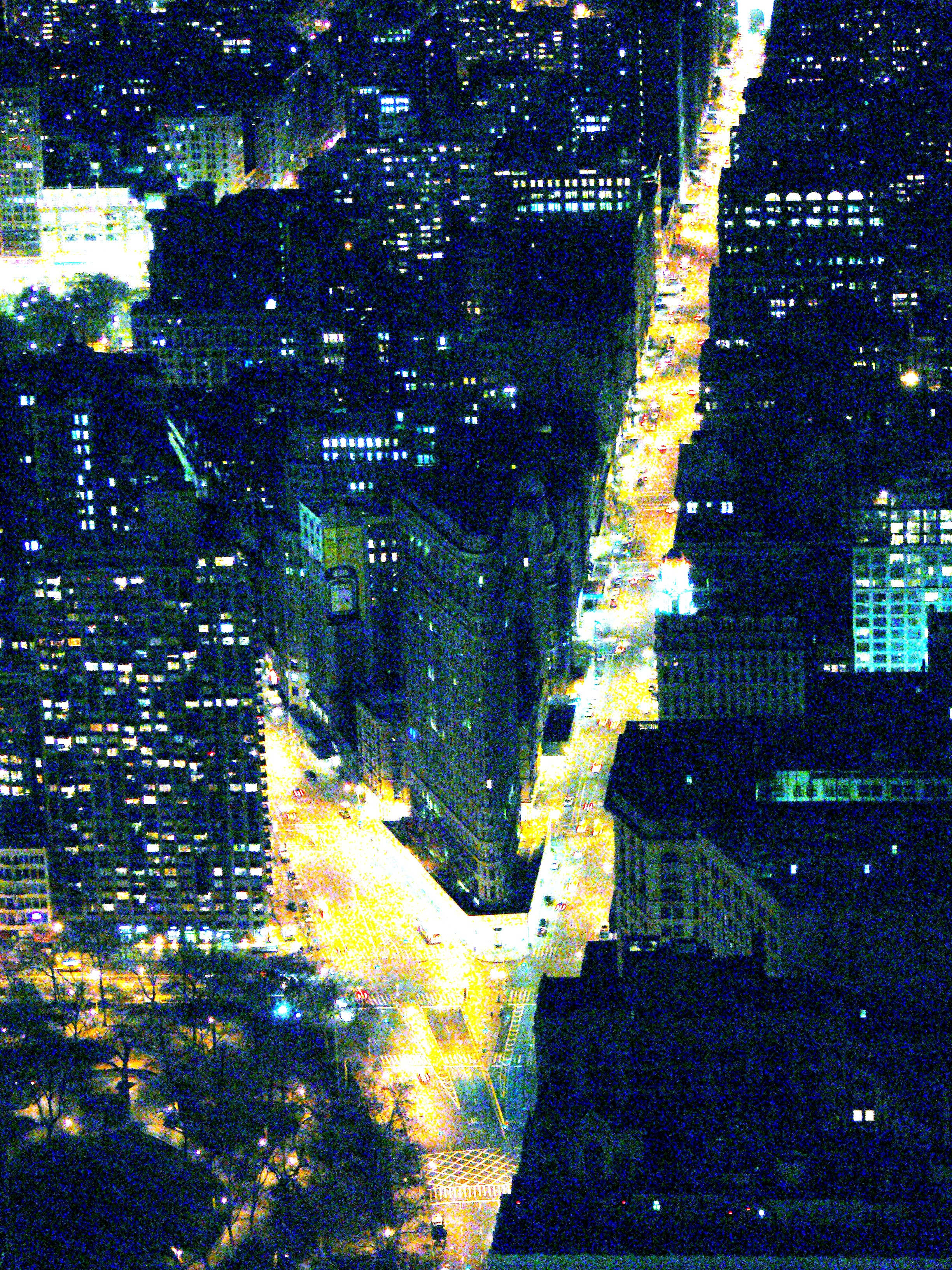
Kreuzung Broadway und Fifth Avenue bei Nacht

Dort, wo sich der Broadway und eine Avenue kreuzen, entstanden lebhafte und geschäftige Plätze mit kleinen Parks und architektonisch interessanten Bauwerken, wie zum Beispiel die Kreuzung des Broadways und der 5th Avenue an der 23rd Street (Madison Square), wo sich der Madison Square Park und das berühmte Flatiron Building befinden.

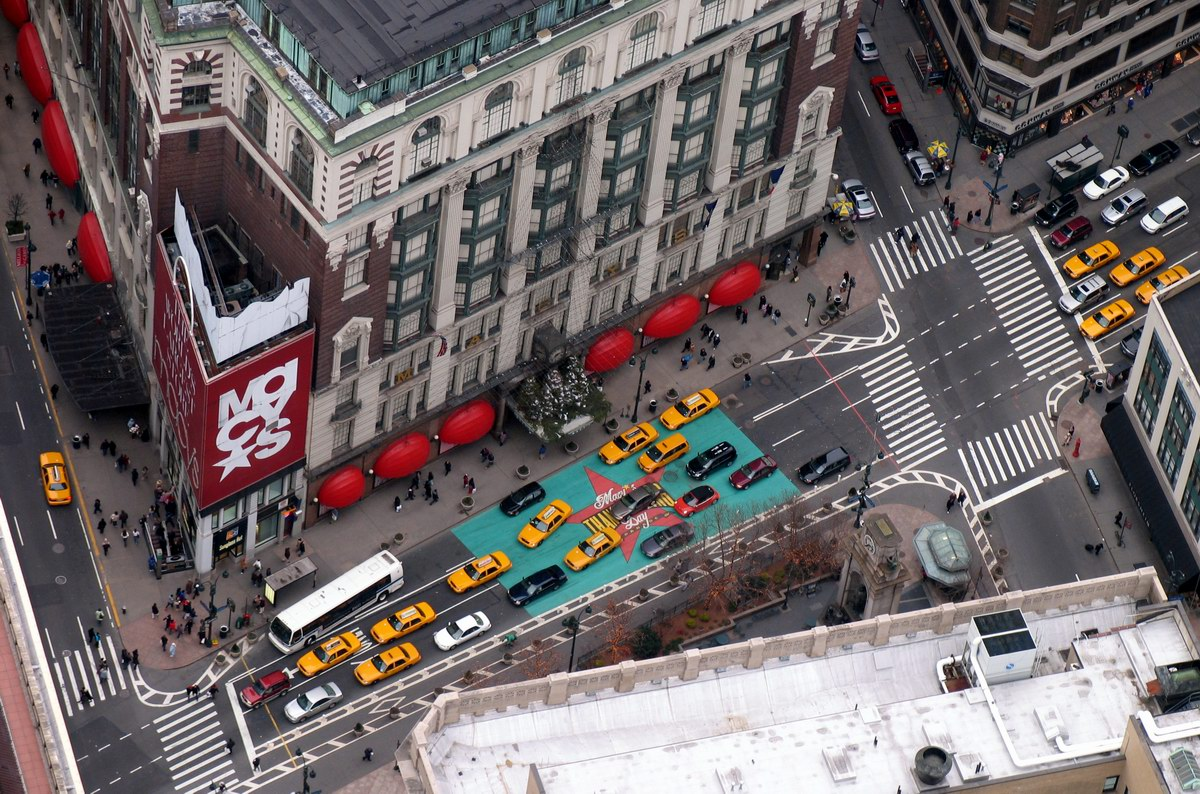
Typische Straßenszene auf dem Broadway am Herald Square vor dem Kaufhaus Macy’s: Taxigelb dominiert. Inzwischen ist es eine Fußgängerzone mit Straßencafé.

Am Herald Square, der Kreuzung der 6th Avenue und des Broadways an der 34th Street, steht heute Macy’s, das größte Kaufhaus der Welt, das einen ganzen Häuserblock (von der 6th bis zur 7th Avenue zwischen 34th und 35th Street) einnimmt. Dort befand sich ursprünglich das Theaterviertel von Manhattan, bis es allmählich vom Platz am Longacre Square abgelöst wurde, der heute unter dem Namen Times Square weltweite Berühmtheit genießt.
Der Broadway durchquert am Times Square die Mitte des Schauspiel- und Theaterviertels (Theater District), welches sich mit seinen 38 Theatern zwischen der 41st und 53rd Street befindet. Nach ihm wurden auch die spektakulären Musical-Produktionen benannt, die heute allgemein „Broadway plays“ bezeichnet werden. Kleinere Schauspielproduktionen hatten sich früher meist etwas entfernt vom teuren Standort am Broadway niedergelassen und bekamen daher – später für jedes kleinere Theater üblich, ob am Broadway oder nicht – die Bezeichnung “Off-Broadway” (deutsch: „vom Broadway entfernt“).
Die nächste Kreuzung des Broadways mit einer Avenue ist an der 59th Street mit der 8th Avenue. Dieser Platz heißt Columbus Circle, nach dem Entdecker Christoph Kolumbus benannt. Der Columbus Circle bildet die südwestliche Ecke des Central Parks. Die in Nord-Süd-Richtung verlaufende 8th Avenue bildet die Westgrenze des Parks und bekommt dort auch den Namen „Central Park West“, die 59th Street, die Südgrenze des Parks, heißt dort sinnigerweise „Central Park South“. Am Columbus Circle befindet sich das neu erbaute Deutsche Bank Center (früher: Time Warner Center), das mehrere Eigentumswohnungen, Geschäfte und Konzertsäle von Jazz at Lincoln Center beherbergt. An der Nordseite des Platzes steht der Trump International Hotel and Tower, das Hotel gehörte zeitweise zur Vereinigung Leading Hotels of the World und befindet sich im Eigentum der Trump Organization.

Ab dem Columbus Circle in nördlicher Richtung ist der Broadway auch in beide Richtungen befahrbar, was südlich nur in Richtung Downtown möglich ist. Er wird nun von einem mit Bäumen bewachsenen grünen Mittelstreifen, ähnlich der Park Avenue, gesäumt.
Etwas weiter im Norden kreuzt der Broadway die Columbus Avenue (Lincoln Square) und führt auf Höhe der 64th/65th Street auch am Lincoln Center vorbei, einem Viertel, das vor allem durch die Metropolitan Opera bekannt ist und in dem neben anderen kulturellen Einrichtungen auch die Juilliard School of Music liegt. An der 71st Street ist die Kreuzung des Broadways mit der Amsterdam Avenue (Sherman Square, südl. der Kreuzung; Verdi Square, nördl. der Kreuzung), die wiederum mit prächtigen Bauten aus dem sogenannten „Gilded Age“ (dt. etwa: „vergoldetes Zeitalter“, vgl. „Belle Epoque“ in Europa) stammen, darunter das ehemalige Ansonia Hotel an der 73th Street.
Bis zur 107th Street führt der Broadway nun relativ parallel zu den übrigen Avenues durch die vornehmere Upper West Side, die hauptsächlich durch große Wohnhäuser geprägt ist und aufgrund der vergleichbar ruhigen Lage heute eine begehrte und dadurch teure Wohngegend ist, in der sich Menschen der oberen Mittelschicht und der Oberklasse niedergelassen haben.
An der 107th Street vereinigt sich der Broadway mit der West End Avenue und folgt deren Linie schnurgerade in Richtung Nordosten durch Morningside Heights, am Campus der Columbia-Universität und dem Barnard College vorbei.
Von der Kreuzung mit dem Trans-Manhattan-Expressway an der 178th/179th Street an nordwärts ist der Broadway als U.S. Highway 9 ausgewiesen.

## Weitere Broadways in New York
Es gibt neben dem Broadway in Manhattan auch noch je eine Straße mit dem Namen Broadway in den vier anderen Stadtbezirken New Yorks: in der Bronx (die Fortführung des alten Pfades, bzw. des Broadways von Manhattan), in Queens, in Brooklyn und in Staten Island.
Außerdem gibt es weitere, kurze und vom eigentlichen Broadway unabhängige Straßen in Manhattan, die den Namen Broadway tragen wie der East Broadway, West Broadway und Old Broadway.